# Passage Beslay
Pour les articles homonymes, voir Beslay.
Le passage Beslay est une voie du 11e arrondissement de Paris, en France. 

## Situation et accès
Le passage Beslay est situé dans le 11e arrondissement de Paris. Il débute au 28, rue de la Folie-Méricourt, et se termine au 65, avenue Parmentier.

## Origine du nom
La rue tire son nom du propriétaire du terrain sur lequel la voie a été ouverte.

## Historique
Une partie de ce passage était appelée « passage Popincourt », avant qu'il soit prolongé en 1899 et prenne sa dénomination actuelle par arrêté du 24 janvier 1907.
En 2017, à l'initiative d'un collectif regroupant des habitants, les deux écoles du passage, des associations et des commerçants du quartier, la transformation du passage Beslay a commencé avec la création du Jardin des connaissances. Sur une conception de l'artiste ARySQUE, les écoles, des sans abris, des travailleurs handicapés et des habitants du quartier ont peint et planté un jardin de couleurs et de mots : un garden-street-art collaboratif qui place l'école au cœur du vivre-ensemble dans le quartier et qui constitue un espace d'expression partagé. Le Jardin des connaissances est une installation évolutive.

## Bâtiments remarquables et lieux de mémoire
- Jardinet Pihet-Beslay